# Manania hexaradiata
Manania hexaradiata är en nässeldjursart som först beskrevs av Hjalmar Broch 1907.  Manania hexaradiata ingår i släktet Manania och familjen Depastridae.
Artens utbredningsområde är Norra Ishavet. Inga underarter finns listade i Catalogue of Life.